# Taiwanische Badmintonmeisterschaft 1992
Die Taiwanische Badmintonmeisterschaft der Saison 1991/1992 war die 37. Auflage der nationalen Titelkämpfe von Taiwan im Badminton. Die Meisterschaft fand bereits 1991 statt.

## Titelträger
| Disziplin    | Sieger                        |
| ------------ | ----------------------------- |
| Herreneinzel | Lee Mou-chou                  |
| Dameneinzel  | Chen Hsiao-li                 |
| Herrendoppel | Ger Shin-ming Yang Shih-jeng  |
| Damendoppel  | Lin Hui-hsu Lee Yi-hsia       |
| Mixed        | Horng Shin-jeng Lee Chien-mei |